# Гогіта Гогуа
Гогіта Хазізович Гогуа (груз. გოგიტა ხაზიზის ძე გოგუა; нар. 4 жовтня 1983, Чхороцку, Сванетія, Грузинська РСР) — російський футболіст, півзахисник. Виступав за національну збірну Грузії.

## Клубна кар'єра

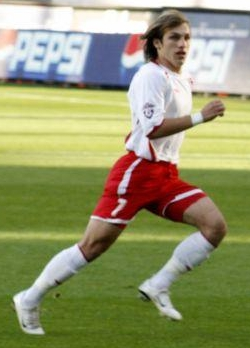
Юний Гогуа, «Спартак» (Нальчик), 2008

Вихованець тбіліських шкіл «21 століття» та «Динамо». Професіональну кар'єру гравця розпочав 1999 року, у шістнадцятирічному віці провів один матч у складі команди першої грузинської ліги «Гурія» з Ланчхуті. Після чого у сезоні 2001/02 років виступав у складі молодіжної команди тбіліського «Динамо», де дванадцять разів з'являвся на полі. Другу половину того сезону Гогіта провів у складі іншої тбіліської команди «Мерані», проте там він майже не отримував ігрової практики, з'явився на полі лише один раз за півроку. Першу повноцінну ігрову практику Гогуа отримав, коли у двадцятирічному віці став гравцем столичного клубу «Тбілісі». За два сезони у команді виходив на поле 41 раз, двічі відзначався голами.
Другу половину сезону 2005 року провів у складі клубу російської першої ліги — підмосковних «Хімок», де провів лише п'ять матчів. Перед початком наступного сезону підписав контракт із новачком російської прем'єр-ліги «Спартаком» із Нальчика, де одразу став одним із основних гравців колективу. Дебют Гогіти у вищій лізі Росії відбувся 18 березня 2006 року у домашньому поєдинку першого туру проти чинного чемпіона країни – московських армійців. Гогуа провів на полі 61 хвилину, після чого був замінений Асланом Машуковим. Загалом у вище вказаному сезоні Гогуа 23 рази з'являвся на полі у складі нальчан, двічі вразив ворота суперників у матчах із «Ростовом» та самарськими «Крилами Рад».
Перед початком наступного сезону Гогіта залишив клуб із Кабардино-Балкарії, уклавши угоду терміном на півроку із шотландським клубом «Гартс». Але трансфер зірвався, оскільки Гогіта не зміг отримати робочу візу для в'їзду до Шотландії. Після чого поповнив ряди раменського «Сатурна». Але закріпитися у складі «іншопланетян» йому не вдалося, і через сезон Гогуа повернувся до Нальчика.
У другій половині 2009 року орендований у нальчан грозненським «Тереком», але провів п'ять поєдинків у складі команди й повернувся назад. Усього ж у складі «Спартака» в період з 2008 по 2010 роки провів 61 матч, забив п'ять м'ячів. Перед початком сезону 2011/12 років залишив Нальчик, уклав контракт із новачком російської прем'єр-ліги нижньогородською «Волгою». Але, після зміни керівництва клубу, Гогуа, після низки судових розглядів, залишив команду у статусі вільного агента.
Після цього Гогіта повернувся на батьківщину — до Грузії, де підписав угоду з тбіліським «Динамо», у складі якого виступав до кінця сезону. Напередодні початку сезону 2012/13 років на правах оренди поповнив ряди іншого грузинського клубу «Діла», де виступав один рік.
Після закінчення терміну контракту Гогуа знову поїхав до Росії, де став гравцем хабаровської «СКА-Енергії», який виступав у першій лізі Росії. Дебют Гогіти у новому клубі відбувся 18 липня 2013 року, в матчі третього туру першості ФНЛ проти московського «Торпедо».
Влітку 2015 року повернувся до Грузії, до клубу «Діла», але у лютому 2016 року підписав контракт із казахстанським клубом «Іртиш» з Павлодара. Зіграв у першому колі 12 матчів, відзначився чотирма голами та шістьма результативними передачами. У червні того ж року залишив клуб, не домовився із керівництвом павлодарців про продовження контракту у його фінансовій частині.
Новою командою футболіста в тому ж червні став шимкентський «Ордабаси», який підписав хавбека на 1,5 сезони. Але рівно через рік півзахисник покинув команду.
У червні 2017 року перейшов до кокшетауського «Окжетпесу», зіграв 16 матчів, але клуб посів останнє місце та вилетів до Першої ліги. Загалом у Казахстані за два сезони провів 50 матчів та відзначився 6-ма голами.
29 січня 2018 року Гогіта Гогуа став гравцем петропавловського «Кизилжару».

## Кар'єра в збірній
У національній збірній Грузії дебютував 9 лютого 2005 року у товариському матчі проти збірної Литви. Перший та єдиним голом у складі збірної команди відзначився 12 листопада 2005 року на останній хвилині товариського матчу проти команди Болгарії. 27 березня 2011 року, наступного дня після закінчення відбіркового матчу чемпіонату Європи 2012 року проти збірної Хорватії, між Гогітою та головним тренером грузинської команди Темурі Кецбаєю стався конфлікт, внаслідок якого гравець втратив місце у складі національної збірної.
Найкращою командою світу вважає «Барселону», найкращим гравцем — Мессі.
| Матчі та голи Гогіти Гогуа за національну збірну Грузії | Матчі та голи Гогіти Гогуа за національну збірну Грузії | Матчі та голи Гогіти Гогуа за національну збірну Грузії | Матчі та голи Гогіти Гогуа за національну збірну Грузії | Матчі та голи Гогіти Гогуа за національну збірну Грузії | Матчі та голи Гогіти Гогуа за національну збірну Грузії | Матчі та голи Гогіти Гогуа за національну збірну Грузії |
| №                                                       | Дата                                                    | Місце проведення                                        | Суперник                                                | Рахунок                                                 | Голи                                                    | Змагання                                                |
| ------------------------------------------------------- | ------------------------------------------------------- | ------------------------------------------------------- | ------------------------------------------------------- | ------------------------------------------------------- | ------------------------------------------------------- | ------------------------------------------------------- |
| 1                                                       | 9 лютого 2005                                           | Тбілісі                                                 | Литва                                                   | 1:0                                                     | -                                                       | товариський матч                                        |
| 2                                                       | 26 марта 2005                                           | Тбілісі                                                 | Греція                                                  | 1:3                                                     | -                                                       | Кваліфікація ЧС-2006                                    |
| 3                                                       | 30 березня 2005                                         | Тбілісі                                                 | Туреччина                                               | 2:5                                                     | -                                                       | Кваліфікація ЧС-2006                                    |
| 4                                                       | 3 вересня 2005                                          | Тбілісі                                                 | Україна                                                 | 1:1                                                     | -                                                       | Кваліфікація ЧС-2006                                    |
| 5                                                       | 7 вересня 2005                                          | Копенгаген                                              | Данія                                                   | 1:6                                                     | -                                                       | Кваліфікація ЧС-2006                                    |
| 6                                                       | 12 жовтня 2005                                          | Пірей                                                   | Греція                                                  | 0:1                                                     | -                                                       | Кваліфікація ЧС-2006                                    |
| 7                                                       | 12 листопада 2005                                       | Софія                                                   | Болгарія                                                | 2:6                                                     | 1                                                       | Товариський матч                                        |
| 8                                                       | 16 листопада 2005                                       | Тбілісі                                                 | Йорданія                                                | 3:2                                                     | -                                                       | Товариський матч                                        |
| 9                                                       | 22 березня 2006                                         | Тирана                                                  | Албанія                                                 | 0:0                                                     | -                                                       | Товариський матч                                        |
| 10                                                      | 27 травня 2006                                          | Альтенкірхен                                            | Нова Зеландія                                           | 1:3                                                     | -                                                       | Товариський матч                                        |
| 11                                                      | 31 травня 2006                                          | Дорнбірн                                                | Парагвай                                                | 0:1                                                     | -                                                       | Товариський матч                                        |
| 12                                                      | 16 серпня 2006                                          | Тофтір                                                  | Фарерські острови                                       | 6:0                                                     | -                                                       | Кваліфікація ЧЄ-2008                                    |
| 13                                                      | 2 вересня 2006                                          | Тбілісі                                                 | Франція                                                 | 0:3                                                     | -                                                       | Кваліфікація ЧЄ-2008                                    |
| 14                                                      | 6 вересня 2006                                          | Київ                                                    | Україна                                                 | 2:3                                                     | -                                                       | Кваліфікація ЧЄ-2008                                    |
| 15                                                      | 7 жовтня 2006                                           | Росток                                                  | Німеччина                                               | 0:2                                                     | -                                                       | Товариський матч                                        |
| 16                                                      | 15 листопада 2006                                       | Тбілісі                                                 | Уругвай                                                 | 2:0                                                     | -                                                       | Товариський матч                                        |
| 17                                                      | 7 лютого 2007                                           | Тбілісі                                                 | Туреччина                                               | 1:0                                                     | -                                                       | Товариський матч                                        |
| 18                                                      | 24 березня 2007                                         | Глазго                                                  | Шотландія                                               | 1:2                                                     | -                                                       | Кваліфікація ЧЄ-2008                                    |
| 19                                                      | 6 лютого 2008                                           | Тбілісі                                                 | Латвія                                                  | 1:3                                                     | -                                                       | Товариський матч                                        |
| 20                                                      | 3 березня 2010                                          | Тбілісі                                                 | Естонія                                                 | 2:1                                                     | -                                                       | Товариський матч                                        |
| 21                                                      | 11 серпня 2010                                          | Кишинів                                                 | Молдова                                                 | 0:0                                                     | -                                                       | Товариський матч                                        |
| 22                                                      | 3 вересня 2010                                          | Пірей                                                   | Греція                                                  | 1:1                                                     | -                                                       | Кваліфікація ЧЄ-2012                                    |
| 23                                                      | 7 вересня 2010                                          | Тбілісі                                                 | Ізраїль                                                 | 0:0                                                     | -                                                       | Кваліфікація ЧЄ-2012                                    |
| 24                                                      | 8 жовтня 2010                                           | Тбілісі                                                 | Мальта                                                  | 1:0                                                     | -                                                       | Кваліфікація ЧЄ-2012                                    |
| 25                                                      | 12 жовтня 2010                                          | Рига                                                    | Латвія                                                  | 1:1                                                     | -                                                       | Кваліфікація ЧЄ-2012                                    |
| 26                                                      | 9 лютого 2011                                           | Лімасол                                                 | Вірменія                                                | 2:1                                                     | -                                                       | Товариський матч                                        |
| 27                                                      | 26 березня 2011                                         | Тбілісі                                                 | Хорватія                                                | 1:0                                                     | -                                                       | Кваліфікація ЧЄ-2012                                    |

Загалом: 27 матчів / 1 гол; 9 перемог, 6 нічиїх, 12 поразок.
(скориговано станом на 27 березня 2011 року)

## Досягнення
- Ліга Еровнулі
  -  Срібний призер (1): 2012/13

## Особисте життя
Одружений.

## Статистика виступів
| Команда                   | Сезон             | Чемпіонат         | Чемпіонат | Чемпіонат | Кубок | Кубок | Єврокубки | Єврокубки | Загалом | Загалом |
| Команда                   | Сезон             | Рів.              | Матчі     | Голи      | Матчі | Голи  | Матчі     | Голи      | Матчі   | Голи    |
| ------------------------- | ----------------- | ----------------- | --------- | --------- | ----- | ----- | --------- | --------- | ------- | ------- |
| «Гурія»                   | 1999/00           | I                 | 1         | 0         | 0     | 0     | 0         | 0         | 1       | 0       |
| «Динамо-2» (Тбілісі)      | 2001/02           | II                | 12        | 0         | 0     | 0     | 0         | 0         | 12      | 0       |
| «Мерані»                  | 2002/03           | I                 | 1         | 0         | 0     | 0     | 0         | 0         | 1       | 0       |
| «Руставі»                 | 2003/04           | I                 | 24        | 0         | 0     | 0     | 0         | 0         | 24      | 0       |
| «Руставі»                 | 2004/05           | I                 | 17        | 2         | 0     | 0     | 1         | 0         | 18      | 2       |
| «Руставі»                 | Загалом           | Загалом           | 41        | 2         | 0     | 0     | 1         | 0         | 42      | 2       |
| «Хімки»                   | 2005              | II                | 5         | 0         | 3     | 0     | 0         | 0         | 5       | 0       |
| «Спартак» (Нальчик)       | 2006              | I                 | 23        | 2         | 1     | 0     | 0         | 0         | 24      | 2       |
| «Сатурн» (Раменське)      | 2007              | I                 | 15        | 0         | 2     | 0     | 0         | 0         | 17      | 0       |
| «Спартак-Нальчик»         | 2008              | I                 | 21        | 1         | 0     | 0     | 0         | 0         | 21      | 1       |
| «Спартак-Нальчик»         | 2009              | I                 | 14        | 1         | 1     | 0     | 0         | 0         | 15      | 1       |
| «Спартак-Нальчик»         | 2010              | I                 | 26        | 3         | 0     | 0     | 0         | 0         | 26      | 3       |
| «Спартак-Нальчик»         | Загалом           | Загалом           | 61        | 5         | 1     | 0     | 0         | 0         | 62      | 5       |
| «Терек»                   | 2009              | I                 | 5         | 0         | 0     | 0     | 0         | 0         | 5       | 0       |
| «Волга» (Нижній Новгород) | 2011/12           | I                 | 13        | 1         | 0     | 0     | 0         | 0         | 13      | 1       |
| «Динамо» (Тбілісі)        | 2011/12           | I                 | 13        | 3         | 0     | 0     | 0         | 0         | 13      | 3       |
| «Діла»                    | 2012/13           | I                 | 22        | 2         | 1     | 0     | 5         | 0         | 28      | 2       |
| «СКА-Енергія»             | 2013/14           | II                | 26        | 4         | 2     | 0     | 0         | 0         | 28      | 4       |
| «СКА-Енергія»             | 2014/15           | II                | 13        | 5         | 0     | 0     | 0         |           | 13      | 5       |
| «СКА-Енергія»             | Загалом           | Загалом           | 39        | 9         | 2     | 0     | 0         | 0         | 41      | 9       |
| Усього за кар'єру         | Усього за кар'єру | Усього за кар'єру | 251       | 28        | 10    | 0     | 6         | 0         | 267     | 28      |

(скориговано станом на 3 листопада 2014 року)
Джерела:
- Статистика виступів взята з спортивного медіа-порталу FootballFacts.ru [Архівовано 30 червня 2016 у Wayback Machine.] (рос.)